# Жозеп Луис Серт
Жозеп Луис Серт (на каталонски: Josep Lluis Sert i López, [ʒuˈzɛb ʎuˈis ˈsɛrt]) е каталонски архитект и урбанист.

## Биография
Роден е на 1 юли 1902 г. в Барселона. От дете е очарован от творчеството на чичо си – художника Жозеп Мария Серт, и от Антонио Гауди.
Следва архитектура във Висшето училище по архитектура в Барселона (на испански: Escola Superior d'Arquitectura). По време на пътуване до Париж през 1926 г., свързано с интереса му към работата на Льо Корбюзие, той се среща с него, а на следващата година се и премества в Париж по покана на Льо Корбюзие за работа pro bono. През 1929 г. открива собствено студио, а през 1930 г. се завръща в Барселона, където продължава практиката си до 1937 г.
През 1930 г. Серт започва да проектира първите си сгради в разпознаваемия средиземноморски стил заради белия цвят и изобилието от светлина. В същото време в тези сгради отсъстват орнаменти и други ненужни елементи, поради което Серт за първи път в Испания създава сгради в духа на архитектурния рационализъм.
През 30-те години той става съосновател на групата GATCPAC (Grup d'Artistes i Tècnics Catalans per al Progrés de l'Arquitectura Contemporània, Група каталонски художници и техници за прогреса на модерната архитектура), която по-късно се разширява до GATEPAC (на испански: Grupo de Artistas y Técnicos Españoles para el Progreso de la Arquitectura Contemporánea), който по-късно става испанското крило на Congrès International d'Architecture Moderne (CIAM). Серт е президент на CIAM от 1947 до 1956 г.
Бягайки от франкизма, през 1939 г. Серт става политически емигрант в Ню Йорк, където работи с градоустройствени сътрудници, разработвайки градоустройствени планове за редица градове в Латинска Америка, като пилотния план на Хавана.
През 1952 г. Серт е гост-професор в Йейлския университет, а през 1953 г. става декан на Харвардското училище по дизайн (1953 – 1969), където е пионер в създаването на първата в света магистърска степен по градски дизайн.
Близки приятели на Серт са някои от най-известните съвременни художници. За някои от тях той проектира студиа или галерии – например за Жоан Миро, Александър Калдер, Жорж Брак и Марк Шагал.

## По-значими проекти
- 1930 – 1931: Жилищна сграда на улица Muntaner 342, Барселона, Испания
- 1933 – 1934: Joyeria J. Roca (сега Tous) на 18, Paseo de Gracia, Барселона, Испания
- 1934: Ciutat de Repos i de Vacances, Барселона, Испания
- 1933 – 1935: Dispensario Antituberculoso, Барселона, Испания
- 1932 – 1936: Casa Blok, Барселона, Испания
- 1937: Павилион на Републиката, Барселона, Испания
- 1937: Испански павилион на Световното изложение в Париж през 1937 г.
- 1955: Студио на Жоан Миро в Палма де Майорка, Испания
- 1955–1969: Старата сграда на посолството на САЩ в Багдад, Ирак
- 1957: Sert House в Кеймбридж на 64 Francis Avenue (Масачузетс), САЩ
- 1958 – 1965: Холиок център, Харвардски университет, Бостън, САЩ
- 1959 – 1964: Галерия Mag в Сен Пол дьо Ванс, Франция
- 1969: Хотел в Cala d'en Serra, Ибиса, Испания (изоставен)[1]
- 1971: Carmel de la Paix в Мазил (Сона и Лоара), Франция
- 1973: Харвардски научен център, Харвардски университет, Бостън, САЩ
- 1975: Седалище на фондация „Жоан Миро“, Барселона, Испания

## Галерия
- Библиотека и Училище по право на Бостънския университет
- Старата сграда на посолството на САЩ в Багдад, Ирак
- Задна фасада на Центъра за изследване на световните религии към Харвардското училище по теология
- Павилион на Испанската република на Световното изложение в Париж през 1937 г. Възпроизведен през 1992 г. в Барселона
- Студио на Жоан Миро в Палма де Майорка
- Фондация „Жоан Миро“ в Барселона с нагънат покрив, който да улавя естествената светлина и да я пропуска в галерийното пространство[2]
- Холиок център, Харвардски университет, Бостън, САЩ
- Сграда „Истууд“, Ню Йорк